# Sconser
Sconser (Schots-Gaelisch: Sgonnsar) is een dorp in de Schotse lieutenancy Ross and Cromarty in het raadsgebied Highland op het eiland Skye.

Sconser ligt aan de zuidelijke oever van Loch Sligachan. Vanuit Sconser vertrekt de veerboot naar Raasay.

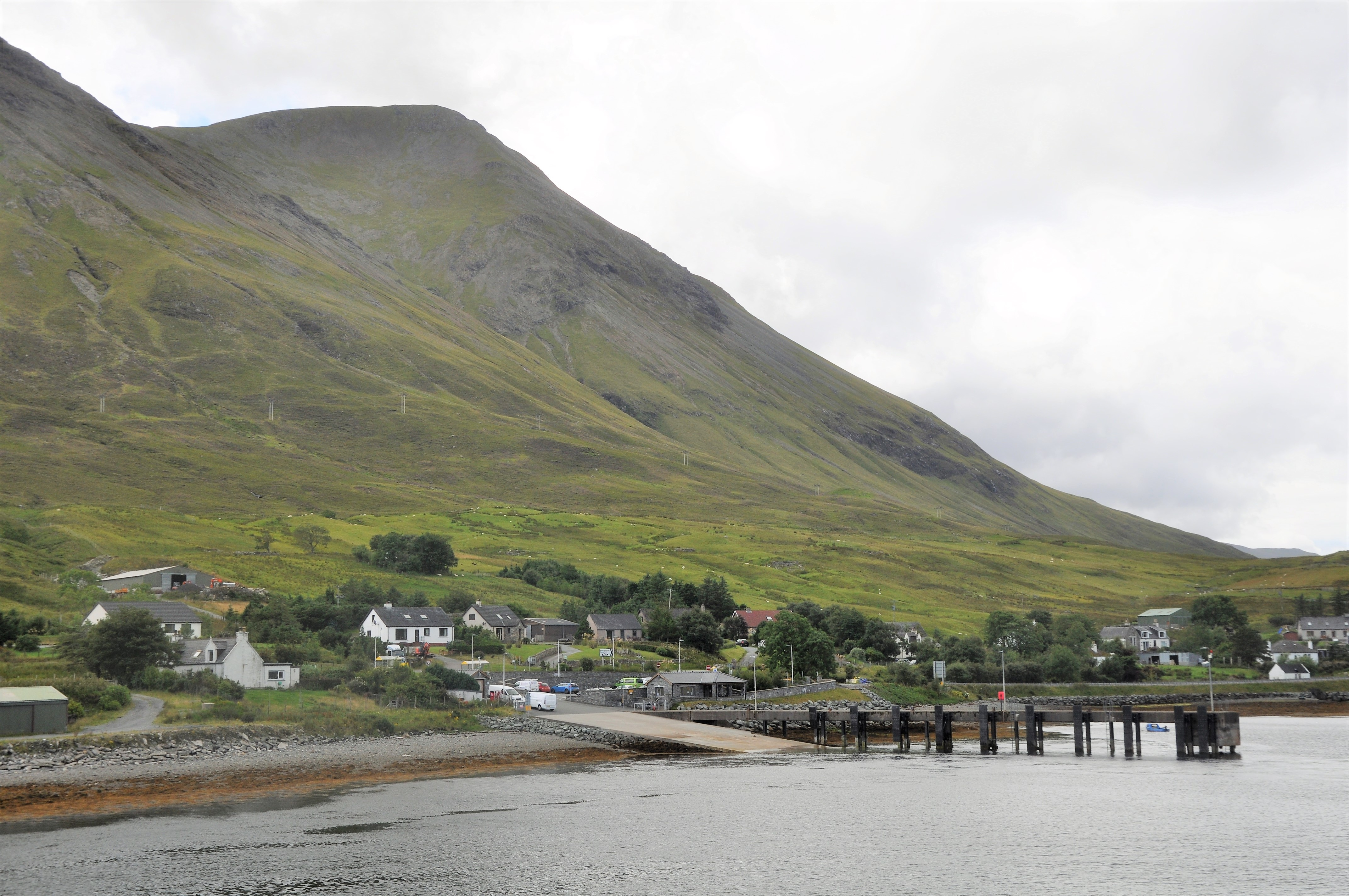
Sconser
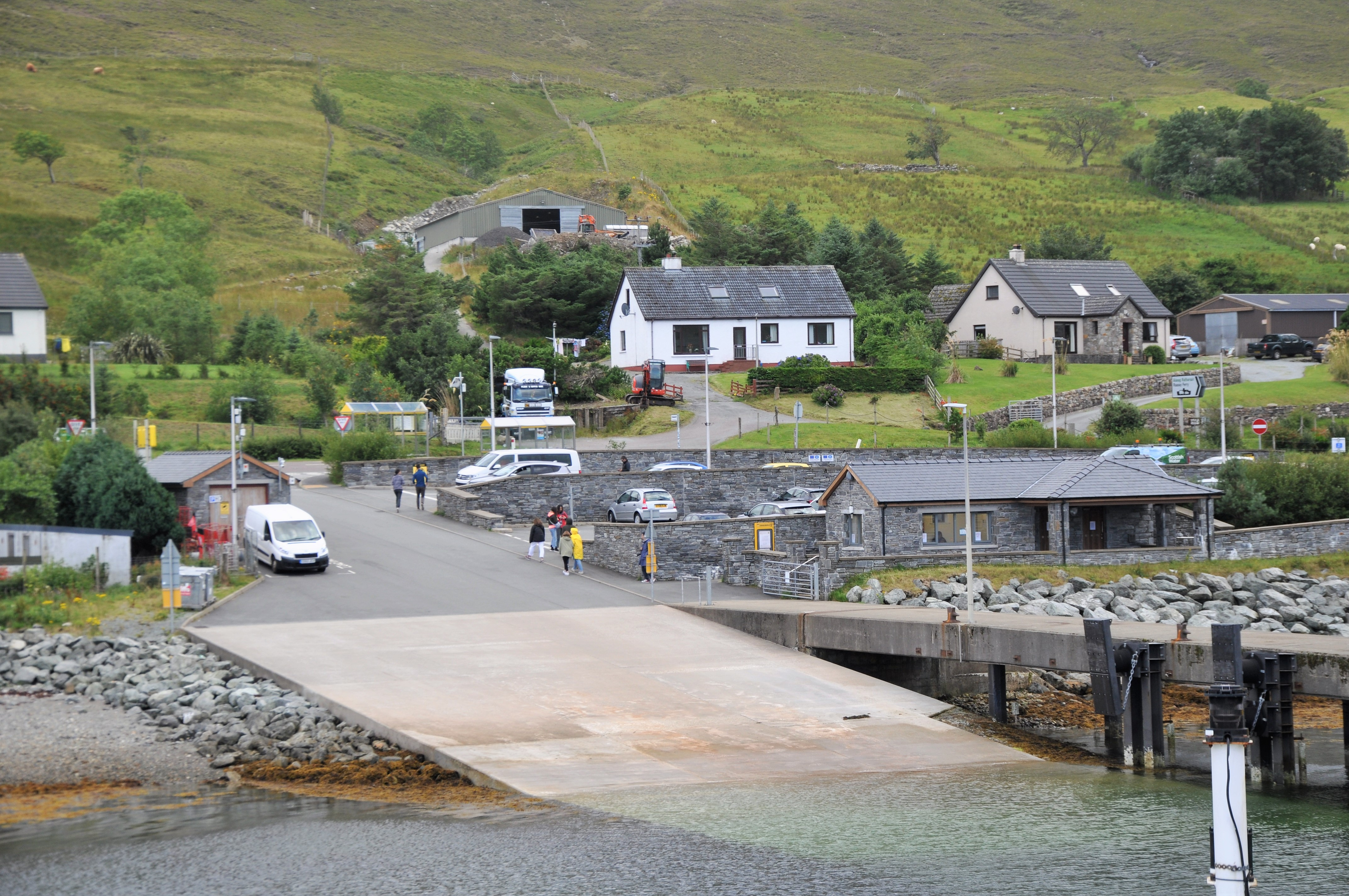
Haven met pier voor de ferry naar Raasay